# Kołatek
Kołatek (deutsch Schlagamühle) ist ein kleiner Ort in der polnischen Woiwodschaft Ermland-Masuren und gehört zur Gmina Olsztynek (Stadt- und Landgemeinde Hohenstein i. Ostpr.) im Powiat Olsztyński (Kreis Allenstein).

## Geographische Lage
Kołatek liegt am Nordufer des Russen-Sees (polnisch Jezioro Staw) im südlichen Westen der Woiwodschaft Ermland-Masuren. Am nordöstlichen Ortsrand verlief vor 1945 die Grenze zwischen den Kreisen Osterode in Ostpreußen und Allenstein. Bis zur einstigen Kreisstadt Osterode in Ostpreußen (polnisch Ostróda) sind es 29 Kilometer in nordöstlicher Richtung. Die heutige Kreismetropole und Woiwodschaftshauptstadt Olsztyn (deutsch Allenstein) ist 23 Kilometer in nördlicher Richtung entfernt.

## Geschichte
Die einstige Schlagmühle ist 1437 erstmals urkundlich erwähnt. Es handelte sich um einen kleiner Weiler bestehend aus Wassermühle samt Gehöft. Das Etablissement Schlagamühle kam im Juli 1874 zur Landgemeinde Waschetta (1938 bis 1945 Waschette, polnisch Waszeta), nachdem diese wenige Wochen früher in den Amtsbezirk Hohenstein i. Ostpr.-Land (polnisch Olsztynek) im Kreis Osterode in Ostpreußen eingegliedert worden war. Bis 1945 war Schlagamühle ein Wohnplatz der Gemeinde Waschetta.
In Kriegsfolge musste 1945 das gesamte südliche Ostpreußen an Polen abgetreten werden. Schlagamühle erhielt die polnische Namensform „Kołatek“ und ist heute mit dem Schulzenamt (polnisch Sołectwo) Mierki (Mörken) verbunden. Als solches ist es eine Ortschaft innerhalb der Stadt- und Landgemeinde Olsztynek (Hohenstein i. Ostpr.) im Powiat Olsztyński (Kreis Allenstein), bis 1998 der Woiwodschaft Olsztyn, seither der Woiwodschaft Ermland-Masuren mit Amtssitz in Olsztyn (Allenstein) zugehörig.

## Kirche
Bis 1945 war Schlagamühle in der evangelische Pfarrkirche Hohenstein (Ostpreußen) in der Kirchenprovinz Ostpreußen der Kirche der Altpreußischen Union, außerdem in die römisch-katholische Stadtkirche Hohenstein i. Ostpr. im Bistum Ermland eingegliedert.
Heute gehört Kołatek katholischerseits zur Pfarrkirche Olsztynek, jetz im Dekanat Olsztynek im Erzbistum Ermland gelegen. Evangelischerseits orientieren sich die Einwohner zur Kirchengemeinde Olsztynek, einer Filialgemeinde der Christus-Erlöser-Kirche Olsztyn in der Diözese Masuren der Evangelisch-Augsburgischen Kirche in Polen.

## Verkehr
Kołatek liegt an der verkehrstechnisch bedeutenden Landesstraße 58, die Olsztynek und Szczuczyn – in der Woiwodschaft Masowien gelegen – verbindet. Eine Bahnanbindung besteht nicht.